# Ben Shapiro
Ben Shapiro  (pronunciació en anglès: /ˈbɛnd͡ʒəmɪn ˈɛɹ.ən ʃəˈpɪɹoʊ/) (Los Angeles, 15 de gener de 1984) és un comentarista polític conservador estatunidenc, escriptor i advocat. Ha escrit set llibres, el primer dels quals, el començà amb 17 anys. Brainwashed (Rentat de Cervell) fou el títol del llibre que parla de com les universitats adoctrinen la joventut d'Amèrica (2004).
També, amb 17 anys, esdevingué el columnista nacional més jove del país. I ara escriu per Creators Syndicate i Newsweek, és director en cap del The Daily Wire, que va fundar ell mateix, i acull el The Ben Shapiro Show, un podcast polític i programa diari de ràdio. És cofundador i exdirector en cap del portal web TruthRevolt. Va ser editor en general de Breitbart News entre 2012 i 2016.

## Biografia
Shapiro va néixer a Los Angeles, Califòrnia. La seva família és jueva, emigrants de Rússia i Lituània. Després de saltar dos cursos (tercer i novè), va passar de la Walter Reed Middle School a la Yeshiva University High School of Los Angeles on es va graduar l'any 2000 amb 16 anys. Es va graduar a la societat acadèmica més prestigiosa dels EUA Phi Beta Kappa de la Universitat de Califòrnia a Los Angeles amb el màxim honor amb 20 anys (2004). Es va graduar amb el títol Bachelor of Arts en ciències polítiques i graduat amb honor (cum laude) a la Harvard Law School el 2007. Després va fer d'advocat a la Goodwin Procter. El març de 2012 va crear una consultora legal independent, Benjamin Shapiro Legal Consulting, a Los Angeles.

## Carrera

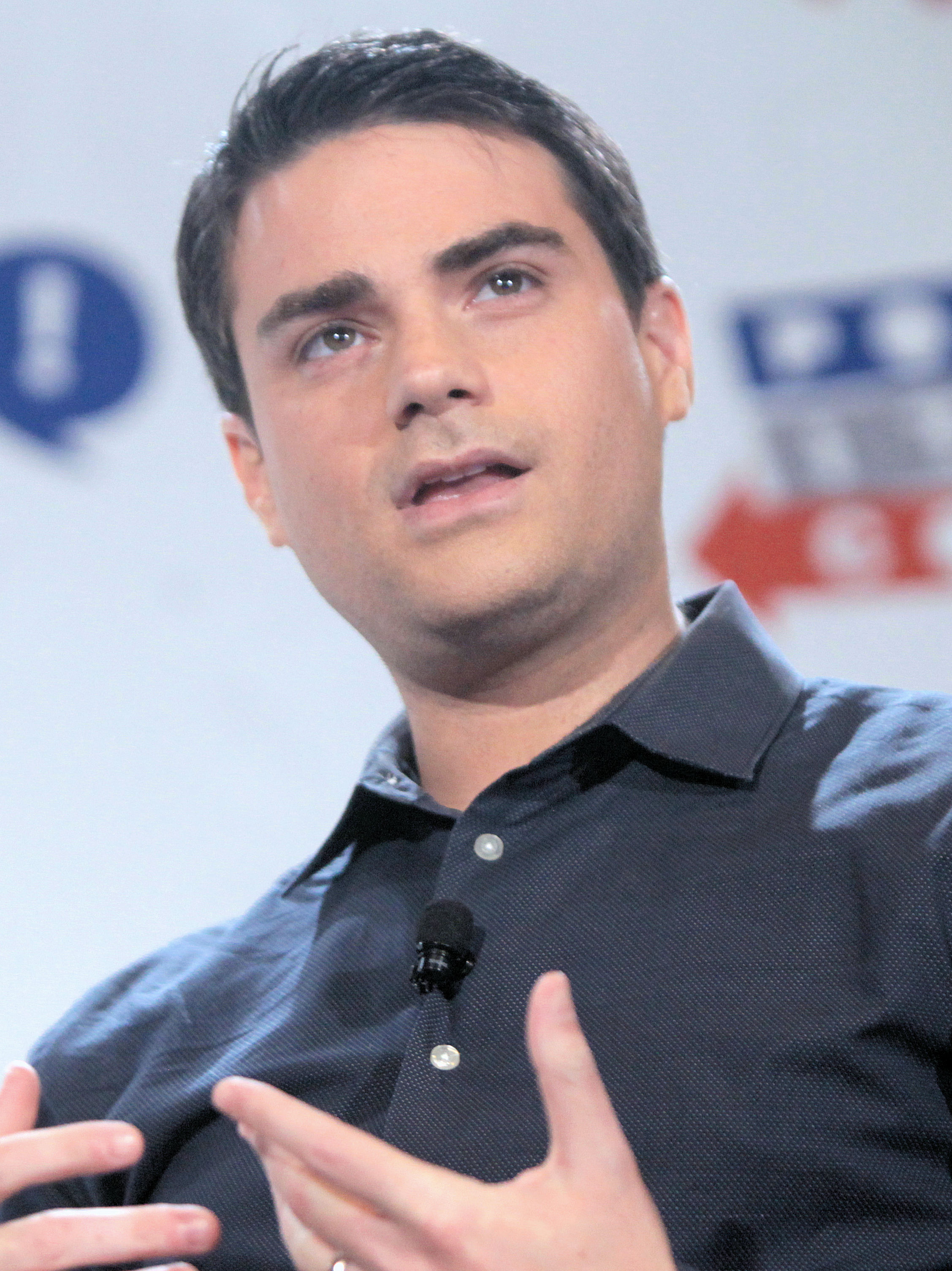
Shapiro parlant al Politicon el 2016 a Pasadena (Califòrnia)

### Com a autor
A Shapiro li va interessar la política des de ben petit. Va iniciar una columna sindical nacional quan tenia 17 anys i als 21 anys ja havia escrit dos llibres.
En el seu llibre Brainwashed, publicat el 2004, argumenta que a les universitats no s'hi mostren diferents punts de vista i els estudiants que no tinguin opinions fermes quedaran oprimits per un ambient dominat pels instructors liberals, tot i que es produeixin debats dins les classes.
L'any 2011 va publicar el seu quart llibre, Primetime Propaganda: La veritable història de Hollywood de com l'esquerra va controlar la televisió, en el qual Shapiro argumenta que Hollywood promou activament l'esquerra a través de programació d'entreteniment en els moments de més audiència televisiva. En el llibre, els productors de Happy Days i M*A*S*H diuen que seguien una agenda propacifista i anti-Vietnam en aquestes sèries. El mateix any que es va publicar Primetime Propaganda, Shapiro s'incorporava al David Horowitz Freedom Center, una plataforma conservadora de debats entre conservadors i liberals.
Al 2013, va publicar el seu cinquè llibre "Bullies: How the Left's Culture of Fear and Intimidation Silences Americans" (Com la cultura de la por i intimidació de l'esquerra silencia els estatunidencs).

### Com a columnista
L'any 2012 Shapiro fou editor redactor de Breitbart News, la pàgina web conservadora fundada per Andrew Breitbart. Al març de 2016, Shapiro dimiteix de la seva posició d'editor a Breitbart News degut a la falta de suport a la periodista Michelle Fields per part de la web de notícies, en resposta al seu suposat atac a Corey Lewandowski, exdirector de campanya de Donald Trump. Després que Shapiro dimitís, Breitbart va publicar un article on digué que "Ben Shapiro traeix als lectors lleials de Breitbart per afavorir Fox News", article que més tard va ser eliminat de la web.
El 7 de febrer de 2013, Shapiro va publicar un article en què es citen fonts no especificades del Senat que van dir que un grup anomenat "Friends of Hamas" estava entre els col·laboradors estrangers de la campanya política de Chuck Hagel, un exsecretari estatunidenc que esperava la confirmació del President Barack Obama per ser Secretari de Defensa, però setmanes més tard el reporter David Weigel va dir que no hi hi havia cap evidència de l'existència d'aquest grup. Shapiro li va dir a Weigel que la història que ell va publicar era "tota la informació que tenia".
El 7 d'octubre de 2013, Shapiro va fundar la TruthRevolt, una web activista i de notícies dels EUA associada amb la plataforma conservadora David Horowitz Freedom Center. El 7 de març de 2018 la TruthRevolt (Revolta de la Veritat) va plegar.
El juliol de 2015, ell i l'activista de drets transgèneres Zoey Tur, van participar en el Dr. Drew On Call (un programa d'assumptes d'actualitat estatunidenc) per discutir l'entrega del premi Arthur Ashe Courage Award a la exesportista Caitlyn Jenner. Shapiro repetidament es va referir a l'activista per pronoms masculins, fet que ella va considerar una provocació i va respondre amenaçant-lo amb danys físics. Més tard va anunciar que havia presentat un informe a la policia.
Va fundar la web de notícies i opinions The Daily Wire el 21 de setembre de 2015. És redactor en cap, alhora que porta el seu propi podcast polític en línia "The Ben Shapiro Show", transmès tots els dies laborables. A novembre de 2017, el podcast tenia uns 10 milions de descàrregues mensuals. Però el 2018, el show de ràdio va passar a mans de la companyia de mitjans de comunicació estatunidenca Westwood One.
El 2016 va ser un dels integrants de "The Morning Answer" de KRLA, un programa de ràdio conservador. Correus electrònics interns van demostrar que Shapiro es va enfrontar a la pressió dels executius de Salem Media, el sindicat propietari del programa, per donar més suport a Donald Trump durant la campanya per les eleccions presidencials del 2016. No obstant això, va ser molt crític amb el candidat Trump durant les eleccions.

## Visió/pensaments
Les seves idees han estat descrites pel The New York Times com "extremadament conservadores". Acusa als liberals contemporanis de crear una "jerarquia de victimisme" imaginària i glorificar les víctimes. The Times ho descriu com el seu punt de referència central. Ell ha argumentat als seus llibres que l'esquerra ha utilitzat el seu domini de cinema i televisió per impulsar la seva propaganda política. També creu que l'elecció de Donald Trump era més un vot contra dels liberals, i Hillary Clinton en particular, que a favor del moviment conservador de Trump.
Ell reconeix que el canvi climàtic s'està produint, però diu que té preguntes que inclouen "quin percentatge de l'escalfament global és atribuïble a l'activitat humana", a diferència del consens científic.
Diu que els afroamericans històricament eren víctimes d'injustícies als Estats Units, però que avui no pateixen una injustícia sistèmica generalitzada. Al novembre de 2017, va donar suport a la reducció dels impostos dels molt rics. Està a favor de la privatització de la seguretat social, la il·legalització de l'avortament i la derogació de la Llei d'Assistència Econòmica.

## Discursos en els campus
Sovint sol fer discursos i debats en diversos campus universitaris de tot el país, per mostrar la seva perspectiva conservadora sobre assumptes normalment controvertits. Entre 2016 i 2017 va parlar en 37 campus.

### Universitat Estatal de Califòrnia
El 25 de febrer de 2016, Shapiro va fer un discurs a la Universitat Estatal de Califòrnia, Los Angeles, amb el títol "Quan la diversitat esdevé un problema", en el qual va argumentar que els conceptes de microagressions i espais segurs s'estaven manipulant i utilitzant per suprimir la llibertat d'expressió en nom de la diversitat de les races, ignorant i desprestigiant la llibertat de pensament. En resposta a l'anunci del discurs, els manifestants de l'organització juvenil activista Young Americans for Freedom van exigir l'anul·lació de l'acte perquè ho qualificaven com un "discurs d'odi". Finalment el president de la universitat, William Covino, va anunciar la seva cancel·lació tres dies abans que es fes, amb la intenció de reprogramar-lo perquè en ell s'hi escoltessin punts de vista oposats als de Shapiro. Responent a la cancel·lació, Ben va assegurar que hi assistiria igualment però que denunciaria a la universitat. Al final Covino va anul·lar la cancel·lació i va permetre que el discurs continués com estava previst.
El dia del discurs, centenars d'estudiants es van manifestar formant cadenes humanes per bloquejar les portes d'entrada a l'esdeveniment, empentant als assistents i començant baralles al vestíbul. Al final alguns assistents van poder-hi entrar per les portes del darrere del teatre, però aviat van ser descoberts pels manifestants, que van bloquejar els accessos. Malgrat tot, Shapiro va poder arribar i tot seguit començar el discurs. Un manifestant va activar la alarma d'incendis però Shapiro va seguir parlant sense parar titllant de "covard" a Covino i referint-se als manifestants de "petits malcriats" i "feixistes". Després del discurs, Shapiro va haver d'anar-se escoltat per la policia i els seus propis guardaespatlles per una sortida secreta, mentre que aquells que eren dins el teatre no podien marxar, ja que els manifestants que estaven a fora, impedien que ningú sortís. Només després que Shapiro marxés, els manifestants es van dispersar i els que estaven dins del teatre van poder sortir-ne.
Tres mesos després de l'incident a la CSULA, el 19 de maig, la Young America's Foundation va anunciar que estava presentant una demanda contra la universitat (amb Ben Shapiro com un dels demandants) al·legant que els drets de la Primera i Catorzena esmena van ser violats per l'intent de cancel·lació del president Covino, així com les barricades físiques dels alumnes per impedir l'entrada i sortida al teatre i l'estímul d'aquestes accions per part dels professors del campus.
Com a resultat de la demanda per la llibertat d'expressió de la YAF i Shapiro, la universitat va acceptar deixar anar les anomenades polítiques de discurs "discriminatòries", i la demanda va ser resolta fora del tribunal.

### Universitat DePaul
El 15 de november del 2016, a Shapiro el van convidar per parlar a la DePaul University, en un esdeveniment organitzat per estudiants de College Republicans, una organització d'estudiants del partit republicà, i de Young Americans for Freedom, una organització activista juvenil llibertària. L'esdeveniment també va comptar amb la professora feminista Christina Hoff Sommers i es va centrar en el tema de la llibertat d'expressió als campus universitaris estatunidencs, sobretot arran de la recent elecció de Donald Trump com a president dels Estats Units. No obstant, en part a causa d'una controvèrsia anterior quan Milo Yiannopoulos va parlar a la universitat uns mesos abans, la universitat va prohibir oficialment que Shapiro assistís a l'esdeveniment, com a orador o membre de l'audiència. Però Shapiro es va comprometre a aparèixer a l'esdeveniment ignorant la prohibició. A la seva arribada, va ser bloquejat a l'entrada per un oficial de seguretat pública de la universitat, que va informar a Shapiro que seria detingut si intentava entrar al saló. Shapiro llavors va trucar a Sommers, que estava parlant durant l'esdeveniment en aquell moment, i li va informar que es traslladaria a un altre edifici proper on podria parlar. Sommers i el públic posteriorment es van traslladar a aquest edifici per unir-se a Shapiro.

### Universitat de Califòrnia a Berkeley
El 14 de setembre de 2017, Shapiro va fer un discurs a la Universitat de Califòrnia a Berkeley on va criticar la política d'identitat i als que utilitzen la violència per acabar amb visons contràries. L'esdeveniment va suposar una gran presència policial que havia estat promesa pel canceller de Berkeley Carol T. Christ en una carta escrita a l'agost que deia que ell donava suport a la llibertat de expressió. La universitat i la ciutat de Berkeley van gastar 600.000 dòlars en policia i seguretat per l'esdeveniment, que va acabar amb 9 arrestats però sense més incidents.

## Objectiu d'antisemitisme
Al maig de 2016 la revista New York va escriure: "Shapiro […] s'ha mostrat cada vegada més dirigit per l'anomenat moviment alt-dreta, una conglomeració de personalitats en línia -tots si no la majoria d'ells anònims- dedicats actualment a publicar a Twitter el seu suport a Donald Trump i atacant a aquells que no estan d'acord, sovint, amb mètodes racistes i antisemites. Han estat denigrant a Shapiro com un "cagat", un "feble" i, inevitablement, donada la naturalesa d'aquest moviment, un "jueu" i un "kike".
En un article a National Review, va escriure "He viscut un antisemitisme més pur i no adulterat des que vaig sortir en contra la candidatura de Trump que en qualsevol altre moment de la meva carrera política. Els partidaris de Trump m'han amenaçat a mi i altres jueus que defensen el meu punt de vista. Han col·lapsat la meva safata d'entrada de correu electrònic amb teories de conspiració antisemites. Van rebre al naixement del meu segon fill demanant-me que la meva esposa i els meus dos fills anessin a la cambra de gas".
En un article a The Washington Post surt un informe de la Lliga Anti-difamació que "es centra especialment en els tweets antisemites dirigits als periodistes, freqüentment els qui escrivien sobre el candidat presidencial republicà Donald Trump que no han agradat a un gran contingent d'usuaris de Twitter que s'uneixen per atacar aquests periodistes en línia". Les paraules més freqüents trobades en els perfils de les persones que publiquen aquests atacs antisemites van ser "Trump", "nacionalistes", "conservadors", "estatunidencs" i "blancs". L'objectiu dels tweets més antisemites va ser Ben Shapiro, un escriptor conservador que abans treballava per a Breitbart i que no admet a Trump.

## Vida personal
Shapiro té tres germanes. El 2008, es va casar amb Mor Toledano, una ciutadana israeliana d'ascendència marroquina. Ell i la seva dona practiquen el judaisme ortodox. Té una filla, nascuda el 2014 i un fill, nascut el 2016.

## Obra
- Brainwashed: How Universities Indoctrinate America's Youth (ISBN 0-78526148-6). WND Books: 2004.
- Porn Generation: How Social Liberalism Is Corrupting Our Future (ISBN 0-89526016-6). Regnery: 2005.
- Project President: Bad Hair and Botox on the Road to the White House (ISBN 1-59555100-X). Thomas Nelson: 2008.
- Primetime Propaganda: The True Hollywood Story of How the Left Took Over Your TV (ISBN 0-06209210-3). Harper Collins: 2011.
- Bullies: How the Left's Culture of Fear and Intimidation Silences America (ISBN 1-47671001-5). Threshold Editions: 2013.
- The People vs. Barack Obama: The Criminal Case Against the Obama Administration (ISBN 1-47676513-8). Threshold Editions: 2014.
- A Moral Universe Torn Apart (ASIN B01I3X4ISK). Creator's Publishing: 2014.
- What's Fair and Other Short Stories (ASIN B016R28SLM). Revolutionary Publishing: 2015.
- True Allegiance (ISBN 1-68261077-2). Post Hill Press: 2016.